# Aleksandra Płocińska
Aleksandra Płocińska (ur. 5 października 1999 w Warszawie) – polska lekkoatletka specjalizująca się w biegach średniodystansowych. Medalistka mistrzostw Polski. Mistrzyni Polski w biegu na 1500 m podczas Mistrzostw Polski 2023 rozgrywanych w Gorzowie Wielkopolskim.

## Osiągnięcia
Opracowano na podstawie:
| Rok  | Impreza                                   | Miejsce   | Konkurencja                        | Pozycja     | Wynik   |
| ---- | ----------------------------------------- | --------- | ---------------------------------- | ----------- | ------- |
| 2021 | Młodzieżowe mistrzostwa Europy            | Tallinn   | bieg na 1500 metrów                | 9. miejsce  | 4:18,88 |
| 2021 | Mistrzostwa Europy w biegach przełajowych | Dublin    | bieg młodzieżowców (indywidualnie) | 29. miejsce | 21:53   |
| 2021 | Mistrzostwa Europy w biegach przełajowych | Dublin    | bieg młodzieżowców (drużynowo)     | 6. miejsce  |         |
| 2023 | Uniwersjada                               | Chengdu   | bieg na 1500 metrów                | 12. miejsce | 4:23,88 |
| 2023 | Mistrzostwa świata                        | Budapeszt | bieg na 1500 metrów                | eliminacje  | 4:06,39 |
| 2023 | Mistrzostwa świata w biegach ulicznych    | Ryga      | bieg na milę                       | 20. miejsce | 4:46,50 |
| 2024 | Mistrzostwa Europy                        | Rzym      | bieg na 1500 metrów                | 12. miejsce | 4:09,07 |
| 2024 | Igrzyska olimpijskie                      | Paryż     | bieg na 1500 metrów                | repasaże    | 4:09,47 |

Rekordy życiowe:
- bieg na 800 metrów (stadion) – 2:02,38 (25 czerwca 2023, Warszawa)
- bieg na 800 metrów (hala) – 2:05,01 (11 lutego 2023, Spała)
- bieg na 1500 metrów (stadion) – 4:03,55 (20 czerwca 2024, Bydgoszcz)
- bieg na 1500 metrów (hala) – 4:06,82 (7 lutego 2025, Walencja)